# Ingo Geffers
Ingo Geffers (* 1971 in Bremen) ist ein ehemaliger deutscher Behindertensportler.

## Werdegang
Ingo Geffers ist schwerbehindert. Er stammt aus dem niedersächsischen Syke. Trotz seiner Behinderung wollte er auf die Ausübung von Leistungssport nicht verzichten. Als seine Sportart wählte er die Leichtathletik, die er erfolgreich in den Laufwettbewerbe über 100, 200 und 400 Meter und im Fünfkampf ausübte. Er wurde schon bald in die deutsche Leichtathletiknationalmannschaft berufen, mit der er bei den Paralympischen Sommerspielen 1992 in Barcelona teilnahm, wo er im 200-Meter-Lauf eine Silbermedaille gewann.
Auch bei den Sommer-Paralympics 1996 in Atlanta war er wieder dabei. Er gewann eine Bronzemedaille über 400 Meter. Schon 1994 bei den Weltmeisterschaften hatte er eine Silbermedaille, ebenfalls über 400 Meter gewonnen.
Auch bei den Sommer-Paralympics 2000 wurde er eingesetzt. Wieder gelang ihm der Gewinn einer weiteren Bronzemedaille.
Für den Medaillengewinn bei den Paralympischen Sommerspielen 1992 erhielt er – wie alle Medaillengewinner – am 23. Juni 1993 von Bundespräsident Richard von Weizsäcker das Silberne Lorbeerblatt. Außerdem wurde er 2012 durch Aufnahme in das Niedersächsische Ehrenportal durch den Vizepräsidenten des NISH Wilhelm Köster geehrt.

## Berufliches
Ingo Geffers ist seit 2001 von Beruf Physiotherapeut. Er studierte an der Technischen Universität Chemnitz Sportwissenschaften. Das Studium schloss er 2000 mit dem Examen (Magister) ab. Von 2007 bis 2013 studierte er zusätzlich Osteopathie an der Universität Leipzig.